# Fana Delija
Fana Delija (Nikšić, 19. januar 1980.) je crnogorska i romska aktivistkinja, Izvršna direktorka Centra za romske inicijative i dobitnica međunarodnih nagrada i priznanja za integraciju romske zajednice.

## Biografija
Fana Delija je rođena u siromašnoj romskoj dvanaestočlanoj porodici u Nikšiću i uspela je da je pobedi rodne predrasude i diskriminaciju u svojoj zajednici ali i u širem društvu. U mladosti se suočavala sa jezičkom barijerom ali i sa vršnjačkim odbacivanjem zbog boje kože. Nakon završene osnovne i srednje škole morala da je prekne obrazovanje i posvetila se aktvističkom radu ali se ipak vraća školovanju i završava Pedagogoju na Filozofskom fakultetu u Nikšiću gde i brani magisarski rad „Komparativni prikaz uzorka i posledica ranog napuštanja osnovnog obrazovanja romske i egipćanske djece u Crnoj Gori, Bosni i Hercegovini i Srbiji.”

## Aktivistički rad
Fana Delija radi kao Izvršna direktorka u Centru za romske inicijative gde se zajedno sa Fatimom Nazom i ostalim aktvistkinjama i aktivistima bori za emancipaciju romskih i egipćanskih devojčica i devojaka kao i protiv ugovorenih maloletničkih brakova. U periodu od 2011. do 2022. godine, ugovoreno je 120 maloletničkih brakova a za samo tri braka sklopljena 2022. godine podignuta je krivična prijava pod sumnjom krivičnog dela trgovine ljudima a veliki broj ovih brakova dovodi do maloletničkih trudnoća. Fana se javno zalaže za otvaranje skloništa za žrtve dečijih ugovorenih brakova.
| „                                                                           | “Na samom početku našeg rada u sprečavanju ugovorenih brakova imali smo i fizičke napade na nas, razne prijetnje koje su nekada na žalost dolazile i od romskih lidera koji smatraju da su takvi brakovi dio romske tradicije, sa čim se ja nikako ne slažem.” | ” |
| — https://www.slobodnaevropa.org/a/crna-gora-romi-fana-delija/29810686.html | |   |

Kroz program Centra za romske inicijative, Fana se zalaže za obrazovanje i pomoć romskih i egipćanskih devojaka i mladih žena. Program obuhvata i edukacije iz oblasti preduzetništva i konkurse za dodeljivanje novčanih sredstava romskim i egipćanskim ženama koje žele da pokrenu sopstveni posao. 

## Nagrade
- 2012 godine zajedno sa Fatimom Nazom dobija nagradu Ana Lind [8]
- 2013 godine -  priznanje Ambasade SAD u Podgorici za građanski aktivizam[9]
- 2014 godine  - nagrada Evropske Komisije za ntegraciju Roma i Egipćana u Crnoj Gori [9]
- 2019 godine -   nagrada Evropske komisije „Neznane heroine” za integraciju romske i egipćanske zajednice [10]